# Słoweńska siodłata

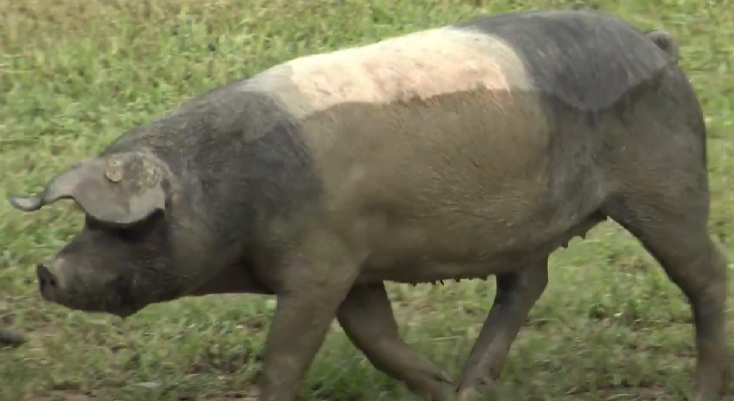
Świnia siodłata słoweńska

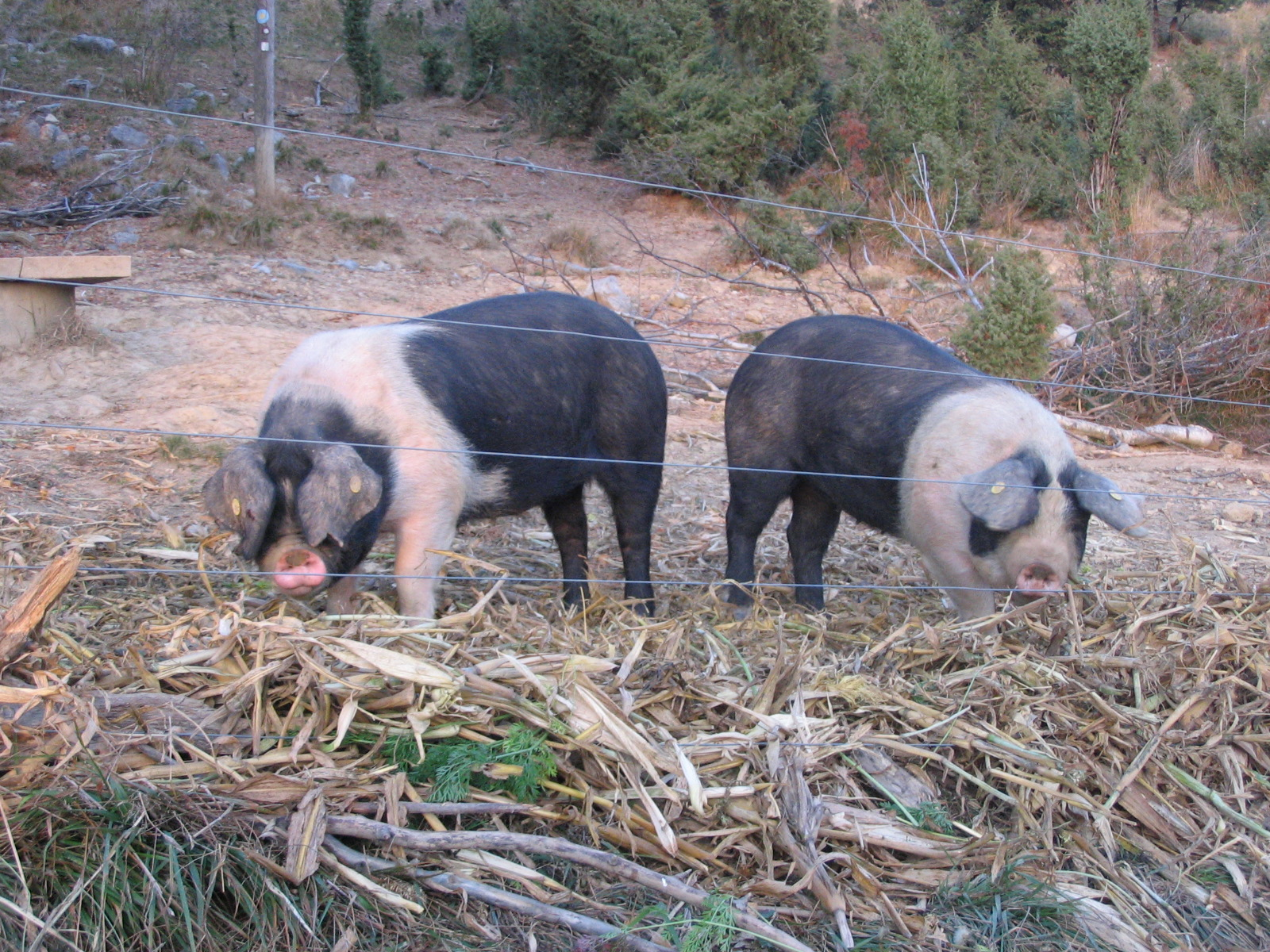
Dwa żerujące osobniki

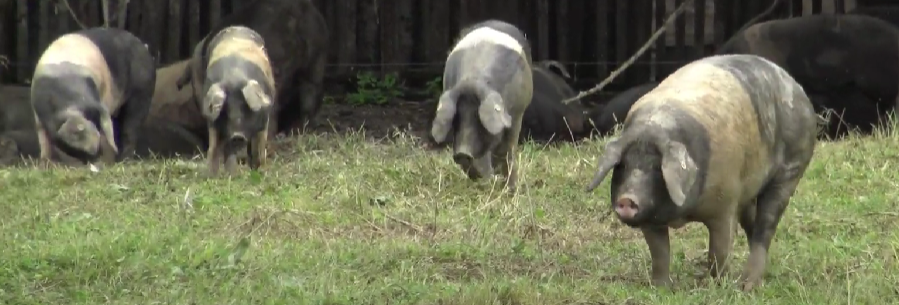
Stado

Słoweńska siodłata (słowen. krškopoljski prašič) – słoweńska, autochtoniczna rasa świni domowej powstała w wyniku krzyżowania na terenie Krainy lokalnego prymitywnego pogłowia z rasami importowanymi z zagranicy.

## Historia
Krzyżowanie ras zapoczątkowano w końcu XIX wieku, a pierwszy opis osobników początkujących rasę opublikowano w 1899. Populacja ta miała ciemne ubarwienie z charakterystycznym pionowym białym pasem w środku tułowia (bliżej przodu). Głowa była nieco spłaszczona, średniej długości, a uszy duże i obwisłe. Świnie te miały dobry apetyt, szybko przyrastały, ale ich płodność była średnia. Osobnik dorosły dorastał do masy 250-300 kilogramów. Hodowla dobrze się rozwijała i kolejna monografia rasy została opublikowana w 1938. Podczas spisu pogłowia zwierząt hodowlanych stwierdzono, że jest to rasa dość popularna w gospodarstwach. 
Kryzys nastąpił po II wojnie światowej. Pogłowie spadło wówczas drastycznie. W 1956 po raz kolejny opisano odmianę hodowaną wówczas w czystości rasowej. Po wojnie stwierdzono występowanie zaledwie 50-60 osobników. Czystość rasy zaczęła się obniżać w latach następnych, co potwierdziły badania opublikowane w 1972. Główną przyczyną było najprawdopodobniej krzyżowanie z rasami angielskimi: berkshire oraz cornwall. Od początku lat 80. XX wieku podejrzewano, że rasa wymarła w swojej czystej postaci. Po przeprowadzeniu szczegółowych poszukiwań wykazano jednak, że w niektórych regionach Słowenii zachowały się prymitywne osobniki, bardzo zbliżone do wzorca rasowego. Rasę objęto wówczas ochroną prawną, a od lat 90. XX wieku wprowadzono księgi hodowlane.
Ostatni kryzys hodowli przypadł na lata 1994-1996. Po nim populacja zaczęła systematycznie wzrastać, ale nadal jest na tyle mała, że jej rozwój grozi inbredacją. W 2005 naliczono około 320 osobników, w tym 90% krytych w czystości rasy. Większość z nich żyje w rejonie Dolenjska i Krsko polja.

## Badania
Badań naukowych prowadzonych na świniach rasy Krškopolje jest niewiele, a wyniki dotyczące cech produkcyjnych należy interpretować z ostrożnością, ze względu na różne systemy produkcji i strategie żywienia analizowane w poszczególnych badaniach.

## Opis
Rasa średniej wielkości, z charakterystycznym ubarwieniem dla ras siodłatych, tj. czarnym z białym pionowym pasem w przedniej części tułowia. Obejmuje on przednie nogi, kark i łopatki (rzadko też ubarwienie takie występuje na nogach tylnych). Głowa jest średniej wielkości, a uszy duże, zwisające. 
Liczba prosiąt w miocie wynosi średnio więcej niż dziesięć osobników (pierwsze oproszenie jest stosunkowo późne: ponad 380 dni). Świnie są łatwe w utrzymaniu i odporne na warunki chowu. Masa ubojowa porównywalna jest do ras białych, ale mięsność i wydajność rzeźna jest mniejsza. Rasa słabiej też wykorzystuje paszę.